# 10067 Bertuch
10067 Bertuch eller 1989 AL6 är en asteroid i huvudbältet som upptäcktes den 11 januari 1989 av den tyske astronomen Freimut Börngen vid Tautenburg-observatoriet. Den är uppkallad efter den tyske förläggaren Friedrich Justin Bertuch.
Asteroiden har en diameter på ungefär 3 kilometer.